# Orectognathus phyllobates
Orectognathus phyllobates é uma espécie de formiga do gênero Orectognathus, pertencente à subfamília Myrmicinae.